# FinalFinal Project
FinalFinal_Project es una subsidiaria de Glitch Productions, que se dedica al diseño, fabricación y distribución de productos de sus programas.
La empresa se asoció con el creador de Lackadaisy, Tracy J. Butler, y con Iron Circus Animation para ayudar a crear y producir su merchandising. 
La mascota de la empresa es un ratón robot ingeniero 3D llamado Finn.

## Desarrollo
La compañía fue anunciada por primera vez en un video de Luke y Kevin llamado "Rising Tides", en el que los dos hombres hablan sobre los eventos de su nueva compañía. 

## Proyectos

### Principal
- SMG4
- Meta Runner
- Sunset Paradise
- Murder Drones
- El asombroso circo digital
- El Distrito Gaslight

### Otro
- Despistado